# Boksburg

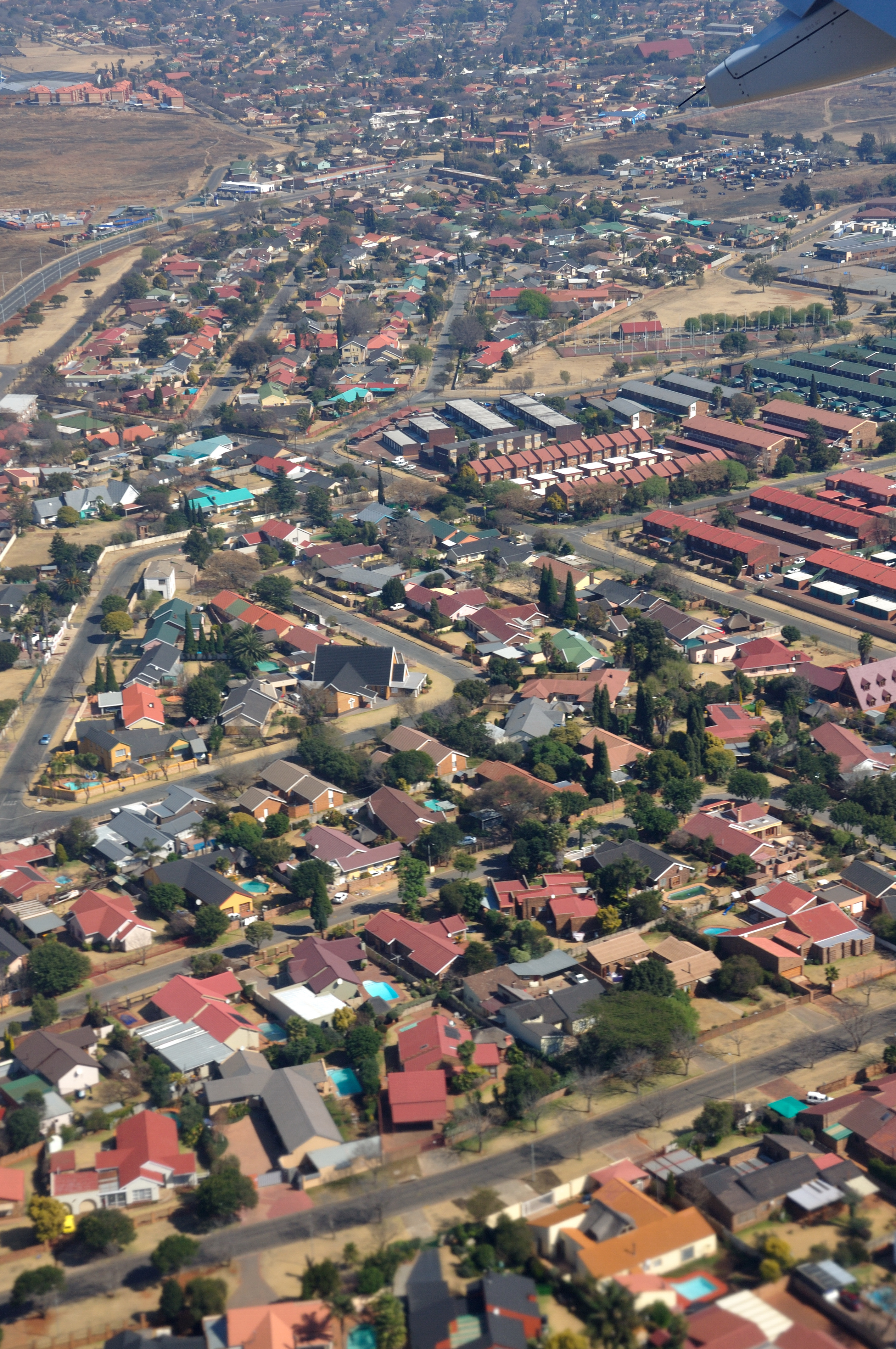
Boksburg från ovan.

Boksburg är en stad i provinsen Gauteng i nordöstra Sydafrika, två mil öster om Johannesburg. Folkmängden uppgick till 260 321 invånare vid folkräkningen 2011. Staden tillhör storstadskommunen Ekurhuleni som är en del av det större stads- och industriområdet Witwatersrand. 
Staden grundades 1887 efter att man upptäckt guld- och kolfyndigheter i området, något som fortfarande utvinns. Industrin omfattar i övrigt petroleumraffinering och produktion av bland annat järnvägsmateriel, stengods och konserver.
Pionjärerna inom sionistkyrkorna, Elias Mahlangu, Engenas Lekganyane och Edward Lion var verksamma på platsen mellan 1910 och 1912.